# Richard Reynolds
Richard Reynolds (Devon, 1492 circa – Tyburn, 4 maggio 1535) è stato un religioso e teologo inglese.
Fu proclamato Santo della Chiesa cattolica assieme ai compagni di martirio: 
Giovanni Houghton, Agostino Webster e Roberto Lawrence . È inserito nel novero dei Santi quaranta martiri di Inghilterra e Galles, vittime della persecuzione anticattolica in Inghilterra fra il 1535 ed il 1679.

## Biografia
Richard Reynolds nacque nel Devon intorno al 1492 e studiò al Collegium Corpus Christi dell'Università di Cambridge dove studiò latino, greco ed ebraico ed ottenne la licenza in teologia. Successivamente entrò nell'Ordine dei brigidini e nel 1513 fu accolto nell'Abbazia di Sion (dal nome del monte biblico) a Twickenham, sulla riva sinistra del Tamigi. Noto per la sua erudizione, il cardinale Reginald Pole descrisse Reynolds come l'unico monaco inglese a conoscere non solo il greco e il latino, ma anche l'ebraico. Nell'abbazia fu anche un apprezzatissimo consigliere spirituale: da lui si recavano per confessarsi e chiedere consiglio persone comuni e autorità nel campo politico ed accademico. 
e a lui si rivolse Elizabeth Barton prima di essere giustiziata.
Nell'autunno 1534 fu emanato l'Atto di Supremazia, che proclamava il Re capo supremo della Chiesa d'Inghilterra: non giurare su quella legge era considerato alto tradimento. Nell'aprile 1535 venne richiesto alla comunità dei brigidini di prestare il «giuramento di conformità».
Reynolds si rifiutò: fu arrestato e imprigionato nella Torre di Londra insieme a tre priori certosini: John Houghton, Robert Lawrence ed Augustine Webster. Durante il processo fu nuovamente chiesto loro di giurare. Reynolds rispose a nome di tutti:
Gli atti del processo sono conservati nel Pubblico registro, a Londra.
I giurati non trovarono crimini da imputare ai quattro religiosi, ma emisero un verdetto di condanna dietro le minacce del Segretario di Stato Thomas Cromwell.
Dichiarati colpevoli, furono condannati a morte. Reynolds, vestito dei propri abiti religiosi, fu portato al patibolo a Tyburn il 4 maggio 1535. Dopo aver confortato i tre confratelli, fu l'ultimo ad essere giustiziato. Venne impiccato, sventrato e squartato. Richard Reynolds fu l'ultimo degli assassinati.

## Culto
Richard Reynolds fu beatificato da Leone XIII il 9 dicembre 1886 e fu canonizzato da Paolo VI il 25 ottobre 1970, insieme ad altri trentanove martiri gallesi e inglesi.